# Macedonische renaissance

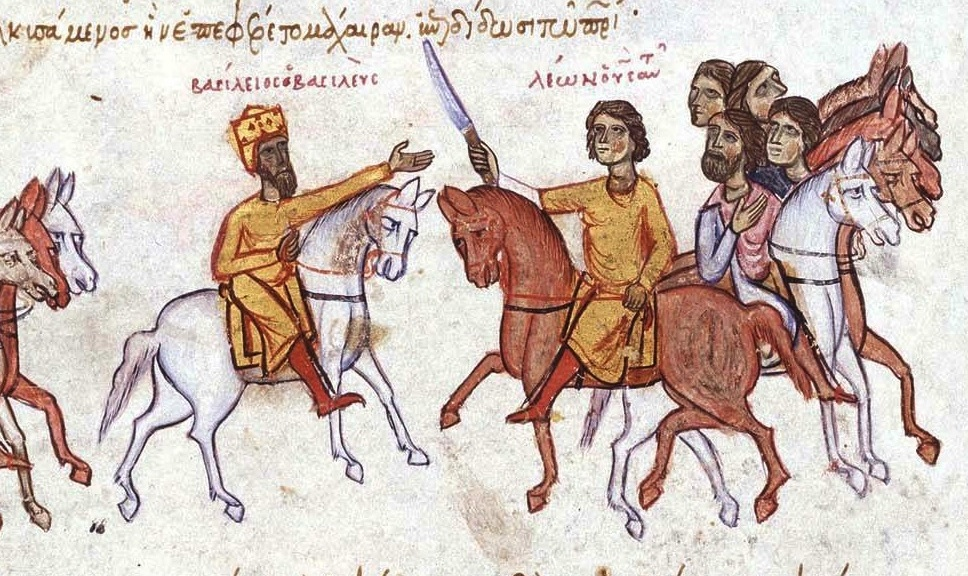
Basileikos I

De Macedonische renaissance is een benaming voor de periode van de Macedonische dynastie van het Byzantijnse Rijk (867-1056), die begint bij keizer Basileios I. Vooral de 10e eeuw, die sommige geleerden hebben gezien als een tijd van toegenomen belangstelling voor klassieke geleerdheid en de assimilatie van klassieke motieven in christelijke kunstwerken.

## Nieuw landeigendom
In Constantinopel was het bestuur goed geregeld, maar buiten de machtige stad regeerden de dynatoi, wat letterlijk 'machtige mannen' betekent. Deze mannen namen veel gebied met geweld in, rond de 10e eeuw.
De dynatoi konden hun politieke en financiële kracht gebruiken om zichzelf te verrijken ten koste van de penetes (landeigenaren), die tot dan de belangrijkste pijler van de Byzantijnse samenleving en economie hadden gevormd. Dientengevolge hebben verscheidene keizers van Romanos I Lekapenos (regeerde 920-944) tot Basileios II Boulgaroktonos (omstreeks 976-1025) agrarische wetgeving aangenomen om de activiteiten van de dynatoi te bestrijden. Omdat deze dynatoi zoveel macht hadden, begon de sociale hiërarchie van Byzantium op die van West-Europa te lijken.

## De vorming van Oost-Europa
De contouren van het nieuwe, moderne Oost-Europa begon vorm te krijgen in de periode van 850 tot 950 na Christus. Rond 800 verspreidden Slavische nederzettingen zich over het gebied van de Donau tot Griekenland en van de Zwarte Zee tot Kroatië. Het Eerste Bulgaarse Rijk beheerste van 681 tot 1018 grote gebieden rond de Donaudelta. Keizer Nikephoros I (802 - 811) organiseerde een offensief tegen de Bulgaren. Hij veroverde in 811 de Bulgaarse stad Pliska, plunderde het en maakte het met de grond gelijk. Maar tijdens de terugtocht werd zijn werd in een hinderlaag gelokt en verslagen, waarbij keizer Nikephoros gevangen werd genomen. De keizer werd vervolgens in Pliska terechtgesteld. In 814 werd door keizer Leo V vrede gesloten met de Bulgaren. Hierna volgde een periode van rust waarin de Macedonische beschaving tot een hoogtepunt kwam.

## Bloeiperiode

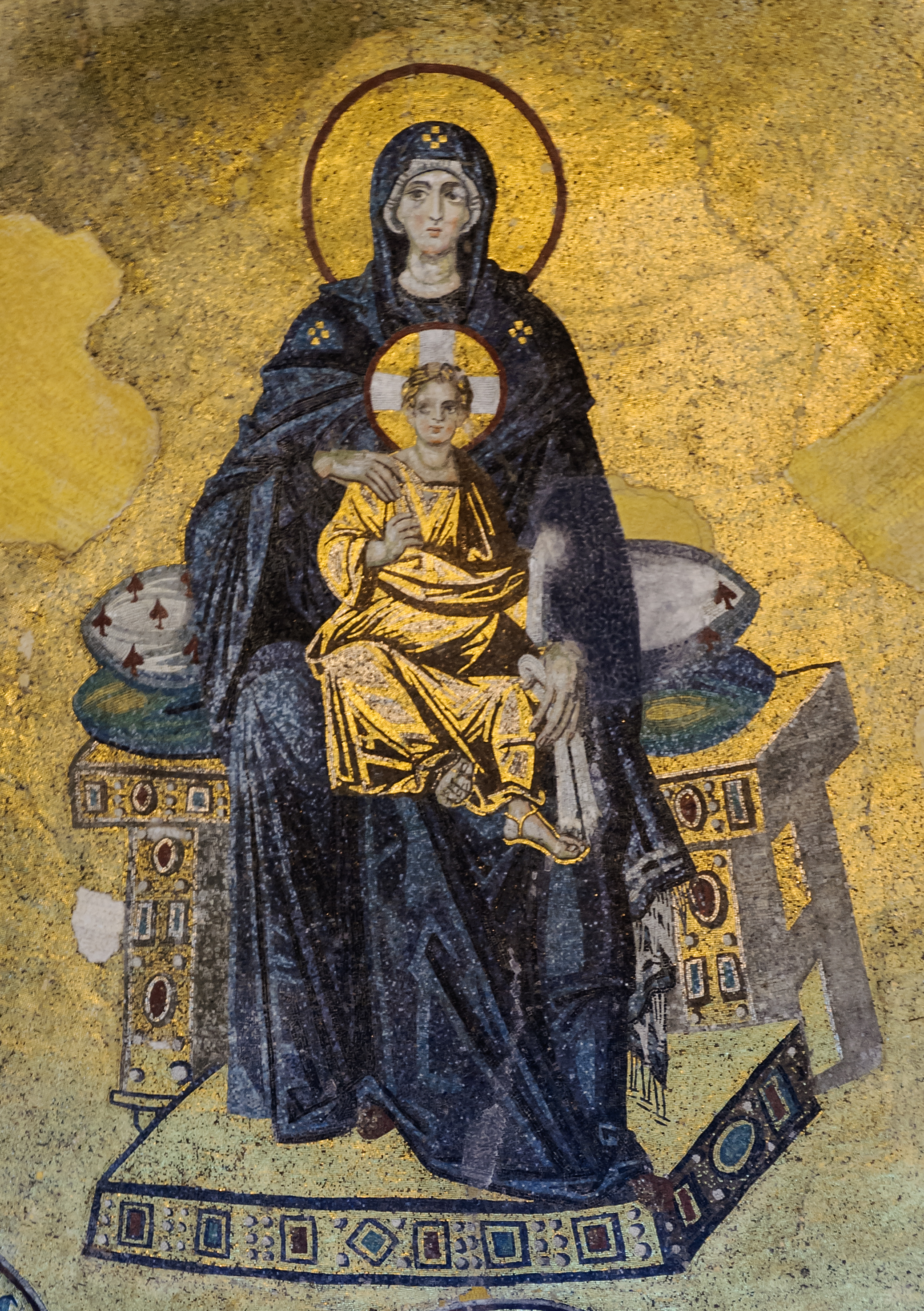
De Maagd en het Kind (mozaïek), Hagia Sophia

In de periode na 843 - toen de tweede iconoclastische periode in de Byzantijnse beeldenstrijd tot een einde was gekomen - was er een verschuiving van het verbod op het schilderen van religieuze figuren naar iconen die werden geverfd om de meer klassieke en naturalistische invloeden van kunst op de cultuur weer te geven. Mozaïeken zoals de Maagd en het Kind in de Hagia Sophia zijn vandaag nog steeds te zien. De nieuwe stijl van de kunst heeft misschien Italiaanse kunstenaars geïnspireerd, zoals Cimabue en Giotto vóór de Italiaanse Renaissance.
De periode zag ook een proliferatie van literatuur, zoals De Ceremoniis ("The Book of Ceremonies"), die zich richtte op bestuur, diplomatieke interacties met naburige landen, en andere gebruiken van die tijd. Onderwijs was opnieuw een prioriteit geworden en de universiteit van Constantinopel pocht wetenschappers zoals Michael Psellus, die de chronographia schreef, een geschiedenis van veertien Byzantijnse heersers. Ondertussen trachtten hervormingen in de wet de macht en groei van grote grondeigenaren te beperken door handelsgilden te vormen die de staat toestonden om de groei te beheersen zoals beschreven in het Boek van de Eparch.
Ook de scholing was in deze periode naar een hoogtepunt gekomen. Het gebouw Magnaura in Constantinopel was in 849 al een school en stond onder leiding van de filosoof Leo de Wiskundige (ca. 790 - na 869). De meeste van zijn werken zijn verloren.